# 宮下典明
宮下 典明（みやした のりあき、1973年1月26日 - ）は、愛媛県八幡浜市出身の元プロ野球選手（内野手）。

## 来歴・人物
新田高時代は、3年次の1990年に春のセンバツに4番・一塁手として出場。この大会での新田高校はミラクル新田と呼ばれ、その立役者となった。長身を生かした豪快なバッティングでチーム準優勝に貢献。2回戦の日大藤沢高戦で9回裏逆転サヨナラホームランを放ち、準決勝の北陽高戦では寺前正雄から同点ホームランを放つ。高校時代は、名将・一色俊作監督から指導を受けた。
1990年のプロ野球ドラフト会議で近鉄バファローズから6位指名を受けて入団。センバツで対戦した寺前が1位指名を受け入団したため、チームメイトとなる。
1年目の1991年から一軍昇格するも出場はなく、その後は怪我の影響もあり一軍出場のないまま1995年に現役を引退した。
引退後は、故郷の愛媛県に戻り商業施設の内装を請け負う会社に勤務している。少年野球の指導にも携わっている。

## 詳細情報

### 年度別打撃成績
- 一軍公式戦出場なし

### 背番号
- 59 （1991年 - 1995年）